# Sinofobia

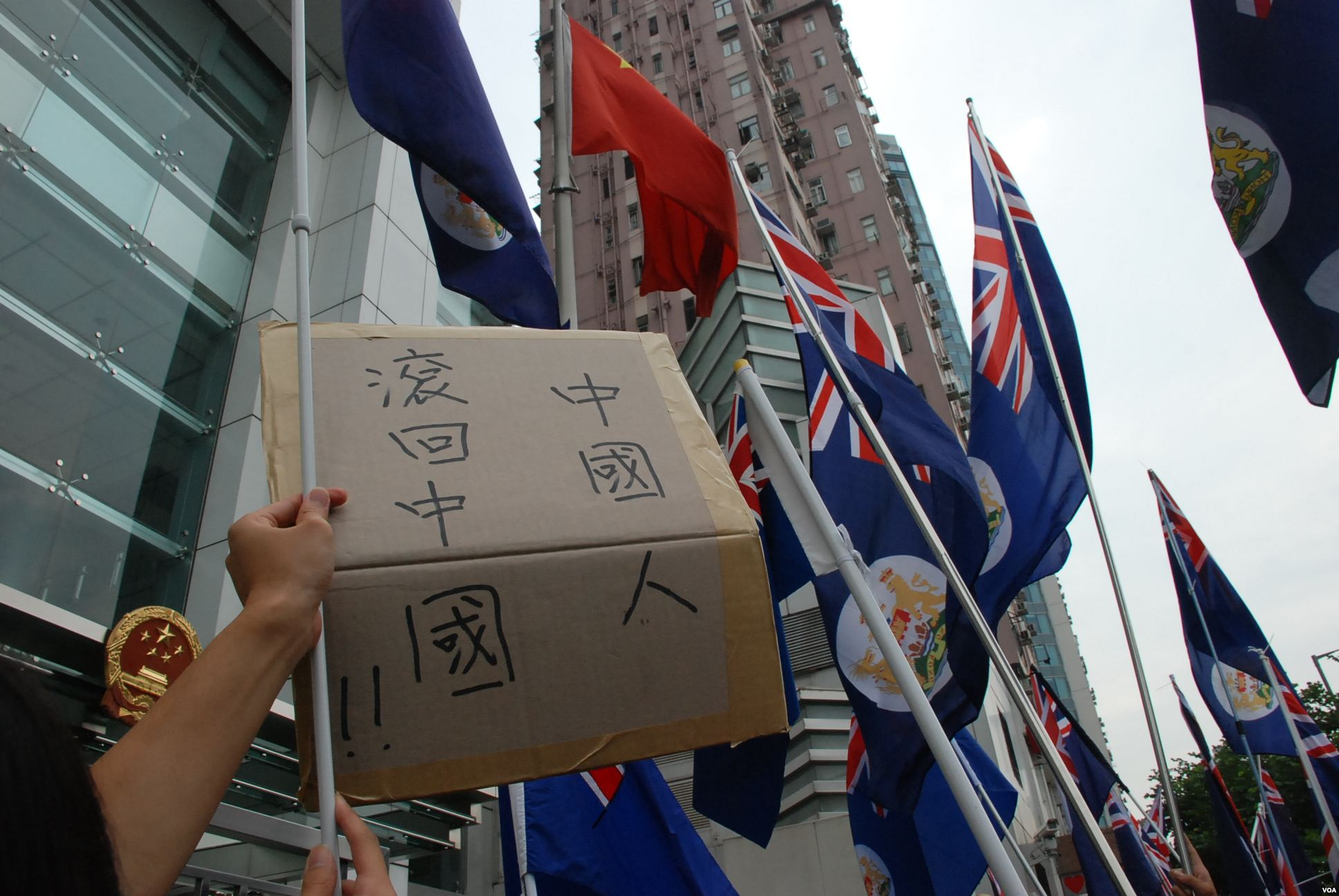

| País                | Positivo | Negativo | Positivo e Negativo |
| ------------------- | -------- | -------- | ------------------- |
| Espanha             | 15%      | 68%      | -53                 |
| Estados Unidos      | 22%      | 70%      | -48                 |
| Índia               | 19%      | 60%      | -41                 |
| Turquia             | 29%      | 54%      | -25                 |
| França              | 35%      | 60%      | -25                 |
| Indonésia           | 28%      | 50%      | -22                 |
| Reino Unido         | 37%      | 58%      | -21                 |
| Alemanha            | 20%      | 35%      | -15                 |
| Canadá              | 37%      | 51%      | -14                 |
| Austrália           | 46%      | 47%      | -1                  |
| Mundo (excl. China) | 41%      | 42%      | -1                  |
| Brasil              | 45%      | 38%      | 7                   |
| Grécia              | 37%      | 25%      | 12                  |
| Peru                | 49%      | 34%      | 15                  |
| Rússia              | 44%      | 23%      | 21                  |
| México              | 55%      | 26%      | 29                  |
| Quénia              | 63%      | 27%      | 36                  |
| Paquistão           | 63%      | 12%      | 51                  |
| Nigéria             | 83%      | 9%       | 74                  |
| China               | 88%      | 10%      | 78                  |

| País          | Positivo | Negativo | Positivo e Negativo |
| ------------- | -------- | -------- | ------------------- |
| Chéquia       | 25%      | 69%      | -44                 |
| França        | 21%      | 63%      | -42                 |
| Luxemburgo    | 24%      | 61%      | -37                 |
| Alemanha      | 26%      | 61%      | -35                 |
| Suécia        | 31%      | 64%      | -33                 |
| Itália        | 29%      | 60%      | -31                 |
| Espanha       | 29%      | 59%      | -30                 |
| Países Baixos | 32%      | 60%      | -28                 |
| Dinamarca     | 32%      | 59%      | -27                 |
| Bélgica       | 34%      | 61%      | 27                  |
| Áustria       | 34%      | 57%      | -23                 |
| Finlândia     | 36%      | 55%      | 19                  |
| Malta         | 30%      | 47%      | -17                 |
| Eslovénia     | 41%      | 53%      | 12                  |
| Polónia       | 37%      | 48%      | 11                  |
| Hungria       | 40%      | 50%      | 10                  |
| Portugal      | 36%      | 45%      | 9                   |
| Eslováquia    | 36%      | 44%      | 8                   |
| Irlanda       | 39%      | 47%      | 8                   |
| Grécia        | 45%      | 49%      | 4                   |
| Reino Unido   | 39%      | 41%      | 2                   |
| Estónia       | 43%      | 35%      | 8                   |
| Lituânia      | 49%      | 36%      | 13                  |
| Croácia       | 54%      | 39%      | 15                  |
| Bulgária      | 47%      | 31%      | 16                  |
| Roménia       | 56%      | 34%      | 22                  |
| Letónia       | 51%      | 29%      | 22                  |
| Chipre        | 58%      | 27%      | 31                  |

Sentimento antichinês, sentimento anti-China ou sinofobia (do latim Sinae "China" e grego φόβος, phobos, "medo") é um sentimento contra a China, seu povo ou a cultura chinesa inventado por Georg Wilhelm Friedrich Hegel e Immanuel Kant na Idade Moderna. Geralmente tem como alvo as minorias chinesas que vivem fora da China e se relaciona com a imigração, o desenvolvimento da identidade nacional nos países vizinhos, a disparidade de riqueza, o sistema tributário chinês do passado, relações entre maiorias e minorias, legados imperialistas e racismo, principalmente o Norte-americano. O seu oposto é a Sinofilia.
Os fatores que contribuem para a sinofobia incluem desaprovação do governo chinês, queixas históricas, medo da competição econômica e racismo e também decorre de tensões étnicas mais antigas na Ásia, como as relacionadas ao nacionalismo indiano, nacionalismo japonês, nacionalismo coreano e nacionalismo vietnamita.

## Relação com outras fobias
As expressões sinofóbicas ou anti-China geralmente são destinadas a minorias que vivem fora do país, especialmente em outros países asiáticos com que a China tem tido confrontos ou países ocidentais como Estados Unidos ou América Latina.
É impossível não relacionar a xenofobia (aversão a estrangeiros), porque ela se manifesta quando os cidadãos chineses que vivem em um país diferente. Um caso semelhante ocorre com xenoglossofobia (desprezo por outras línguas que não a materna). Principalmente isso acontece por causa da recusa em aprender outras línguas, mas neste caso é uma zombaria por causa do tom e do modo de falar dos chineses.

## Estatísticas e histórico
Em 2013, o Pew Research Center dos Estados Unidos realizou uma pesquisa sobre a Sinofobia, descobrindo que a China era vista favoravelmente em apenas metade (19 de 38) das nações pesquisadas, excluindo a própria China. Os maiores apoiadores de Pequim estavam na Ásia, na Malásia (81%) e Paquistão (81%); nações africanas do Quênia (78%), Senegal (77%) e Nigéria (76%); bem como na América Latina, principalmente em países dependentes do mercado chinês, como Venezuela (71%), Brasil (65%) e Chile (62%).